# Drosera tentaculata
Drosera tentaculata este o specie de plante carnivore din genul Drosera, familia Droseraceae, ordinul Caryophyllales, descrisă de Rivadavia. Conform Catalogue of Life specia Drosera tentaculata nu are subspecii cunoscute.

## Galerie de imagini

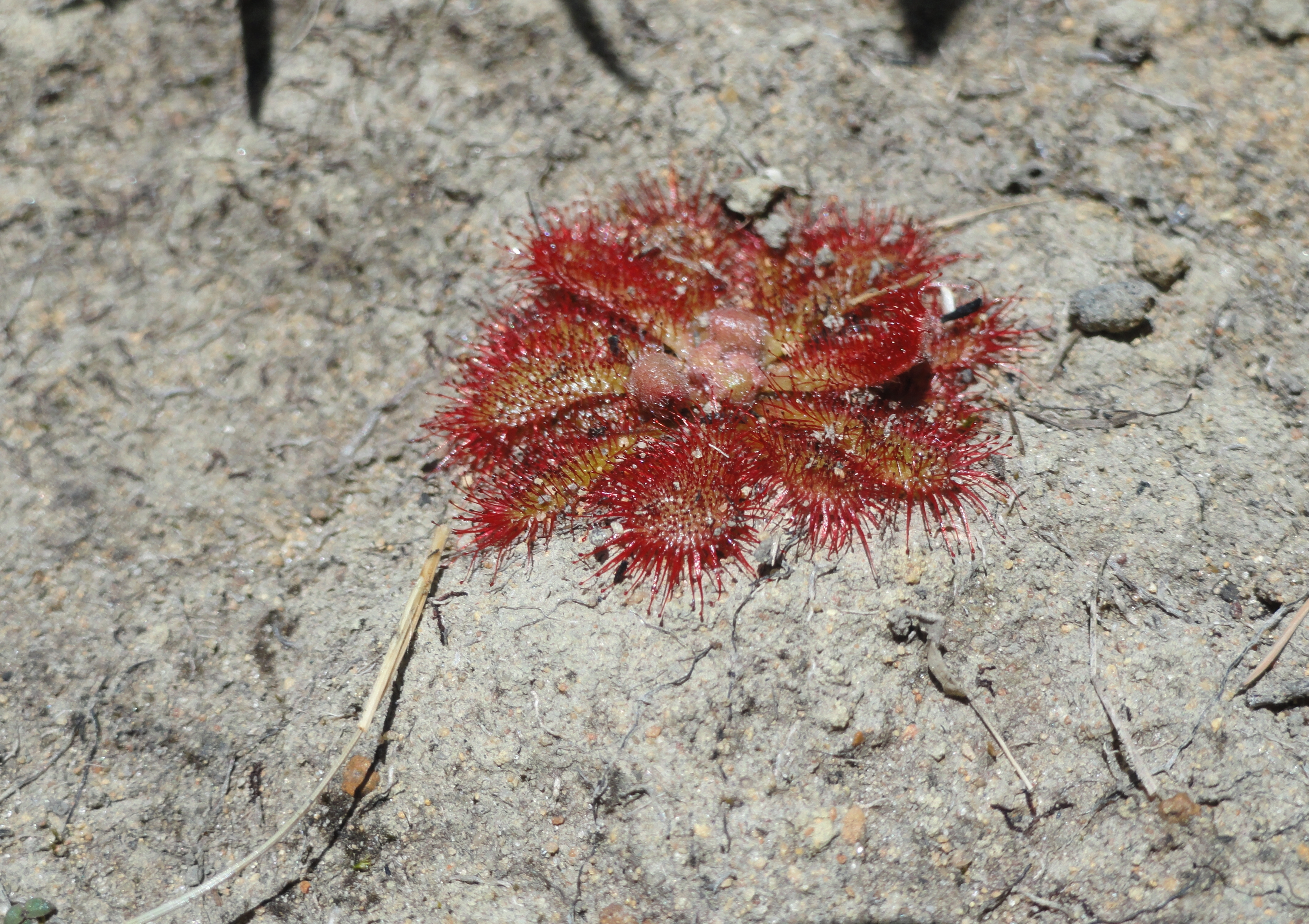